# Армиссан
Армисса́н (фр. Armissan) — коммуна во Франции, находится в регионе Лангедок — Руссильон. Департамент коммуны — Од. Входит в состав кантона Курсан. Округ коммуны — Нарбонна.
Код INSEE коммуны — 11014.

## Население
Население коммуны на 2008 год составляло 1543 человека.
| 1962 | 1968 | 1975 | 1982 | 1990 | 1999 | 2008 |
| ---- | ---- | ---- | ---- | ---- | ---- | ---- |
| 594  | 667  | 687  | 935  | 1252 | 1211 | 1543 |

## Экономика
В 2007 году среди 959 человек в трудоспособном возрасте (15—64 лет) 666 были экономически активными, 293 — неактивными (показатель активности — 69,4 %, в 1999 году было 62,7 %). Из 666 активных работали 597 человек (311 мужчин и 286 женщин), безработных было 69 (29 мужчин и 40 женщин). Среди 293 неактивных 49 человек были учениками или студентами, 142 — пенсионерами, 102 были неактивными по другим причинам.

## Фотогалерея

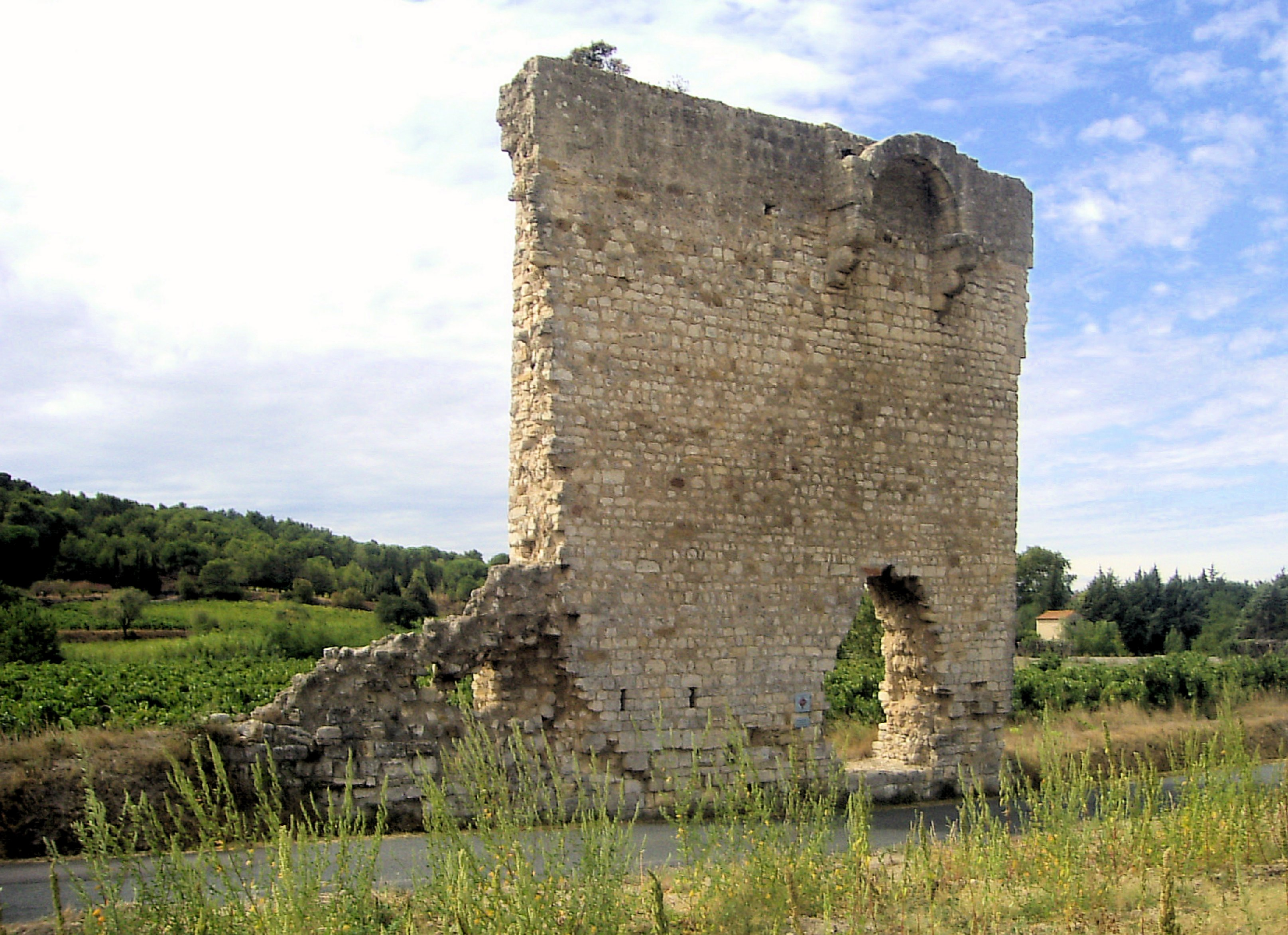
Руины церкви Сен-Пьер